# آن آن
«آن آن» (انگلیسی: That That) ترانه‌ای از خواننده اهل کره جنوبی، سای با همکاری خواننده  اهل کره جنوبی شوگا از بی‌تی‌اس برای هشتمین آلبوم استودیویی سای به نام سای نهم است. ترانه‌سرایی و تهیه‌کنندگی بر عهدهٔ سای و شوگا بوده است. این ترانه برای دانلود دیجیتال و استریم در ۲۹ آوریل ۲۰۲۲ توسط اسکول‌بوی رکوردز، ریپابلیک رکوردز و پی نیشن به عنوان تک‌آهنگ آغازین این آلبوم منتشر شد.